# Hol Horse
Hol Horse (ホル・ホース, horu hōsu) es un personaje del manga y anime JoJo's Bizarre Adventure, concretamente de la parte 3, Stardust Crusaders. Hol Horse es un mercenario asesino a sueldo contratado por DIO para asesinar a los protagonistas.

## Historia de publicación
Creado por Hirohiko Araki, primero se planeó que Hol Horse se uniera al grupo de protagonistas, pero Araki consideró que su personalidad era muy parecida a la de Polnareff por lo que la idea fue desechada, pero aun así Hol Horse se convirtió en un personaje recurrente, más que los demás villanos secundarios. Incluso existe una imagen grupal hecha por Araki donde los protagonistas aparecen con Hol Horse.

## Historia
Hol Horse es un mercenario contratado por DIO para asesinar a Jotaro y compañía, apareció por primera vez al mismo tiempo que J. Geil, ya que eran compañeros. Hol Horse nunca ataca sólo ni cuando sabe que puede perder, según su filosofía "es mejor ser el número 2 que el número 1".
También es un declarado casanova aunque sólo conquista a las mujeres para usarlas y no hay ningún sentimiento real de por medio, aun así está en contra de golpear mujeres, y según él, tiene novias por todo el mundo. Rechaza una oferta de matrimonio de Nena, quien es también usuaria de Stand.
Tras la muerte de J. Geil, Hol Horse sabe que los Crusaders lo matarán por haber supuestamente asesinado a Avdol, así que decide huir pero lo atrapan, entonces llega su novia de turno y lo salva.
Enyaba quiere vengar la muerte de su hijo y está muy molesta con Hol Horse por haberlo abandonado dejándolo solo en la pelea, así que Enyaba ataca a Hol Horse pero éste sobrevive.
Hace equipo de nuevo pero esta vez con Boingo, del dúo de hermanos Oingo y Boingo, ya que cree que el Stand manga de Boingo, Thoht lo ayudará a vencer al grupo. Pero las predicciones de Thoht eran extrañas, y resultan siempre saliendo perjudicial para Hol Horse quien termina herido por sus propias balas y hospitalizado durante el resto de la parte 3.

## Otros medios
Hol Horse aparece en las dos temporadas del anime de Stardust Crusaders. También en los videojuegos de JoJo's Bizarre Adventure: Heritage for the Future, JoJo's Bizarre Adventure: All Star Battle, JoJo's Bizarre Adventure: Eyes of Heaven, etc.